# Angelehnter Eros (München SL 303)

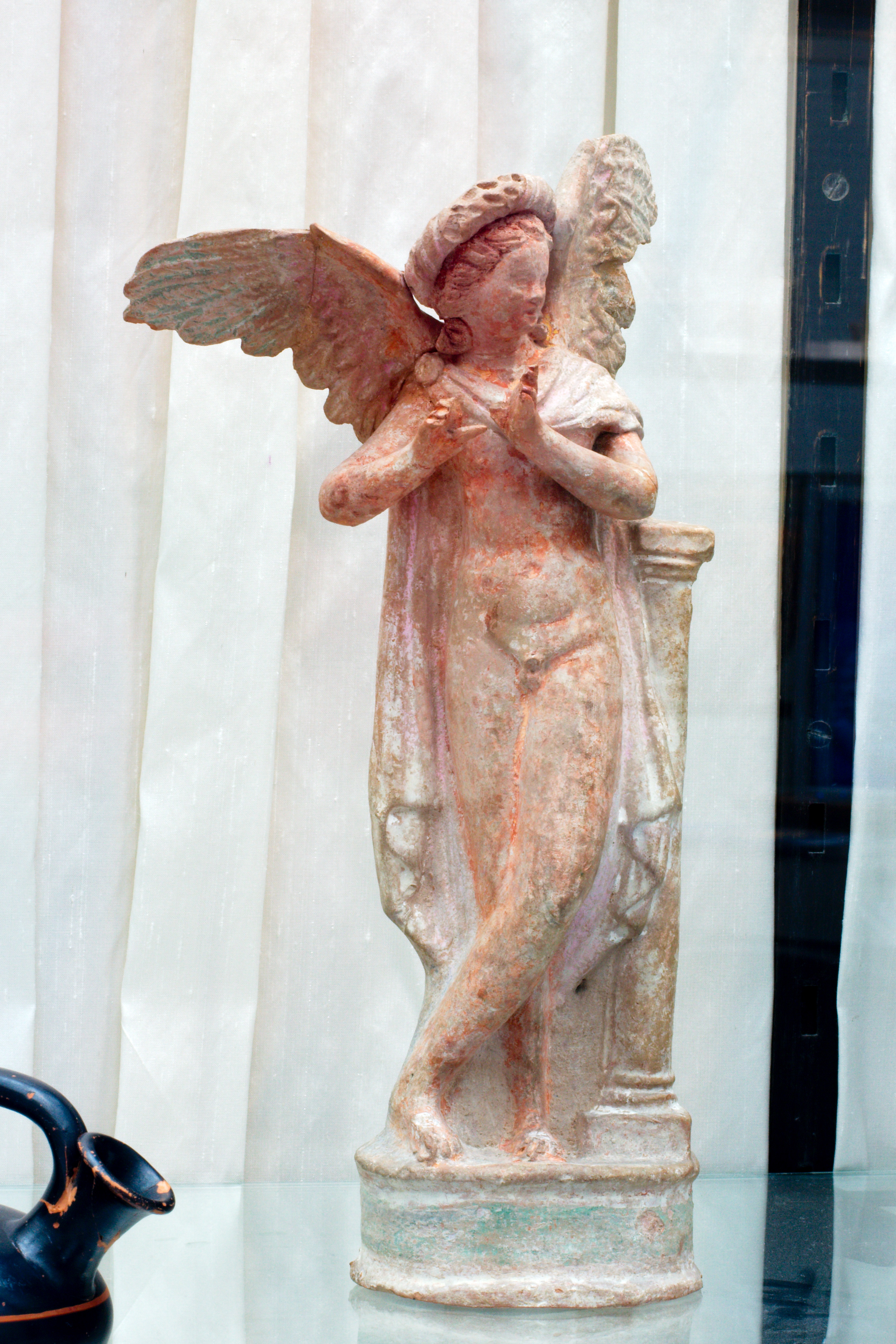
Angelehnter Eros

Der angelehnte Eros ist eine Statuette aus Terrakotta in den Staatlichen Antikensammlungen in München mit der Inventarnummer SL 303, ehemals in der Sammlung von James Loeb. Sie könnte aus der Werkstatt des Koroplasten Aglaophon stammen, wie die eingeritzten Buchstaben ΑΓΛ im Rücken der Figur nahelegen. Sie ist eine kleinasiatische Arbeit aus Myrina. Ihre Entstehung wurde früher in das fortgeschrittene 3. oder in das 2. Jahrhundert v. Chr. datiert. Die unter dem Namen Aglaophon (des Gründers?) produzierende Werkstatt war vom 3. oder 2. Jahrhundert bis in die 2. Hälfte des 1. Jahrhunderts aktiv. In einem neueren Ausstellungskatalog wird diese Statuette um 60–40 v. Chr. angesetzt.
Die zerbrochenen Flügel sind wieder angesetzt, der obere Rand des rechten Flügels wurde ergänzt. Die kleine, aus hellbraunem Ton gebrannte Figur misst 27,5 cm. Sie stellt einen Eros mit ausgebreiteten Flügeln dar, der sich an eine niedrige dorische Säule anlehnt. Er stützt sich auf das rechte Bein, während er das linke Spielbein gekreuzt hält. In den Händen hielt er eine (nicht erhaltene) Doppelflöte und spielte darauf. Im Haar trägt er einen Wulstkranz, ein Mantel fällt elegant im rotbraun gefärbten Rücken. Die ganze Statuette steht auf einer ovalen Basis.